# 永安里 (上海)

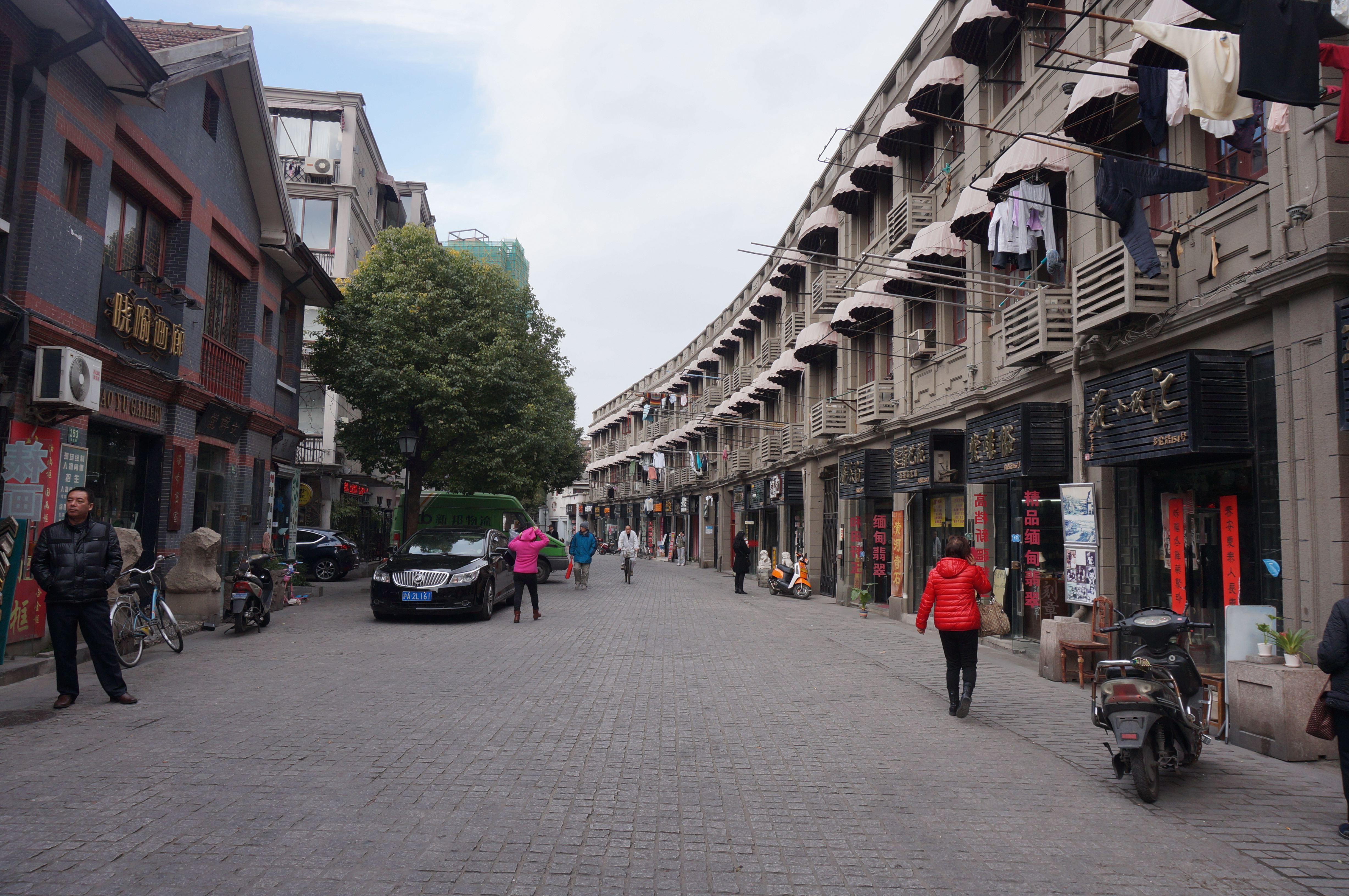

永安里是中国上海的一组历史建筑群，典型的石库门新式里弄住宅，高三层，位于虹口区四川北路1953弄、多伦路152-192号。有住宅155幢，470户居民。

## 历史
前半段（39号—155号）建于1925年，后半段（1号—38号）建于1945年后，共有155幢，建筑面积达2.1万平方米。永安里为永安公司为其公司职员所建，多为广东籍人士。
2005年，永安里被列为第四批上海市优秀历史建筑，编号4F015  。
永安里内还有两处上海市文物保护单位，分别是：44号周恩来同志在沪早期革命活动旧址；以及135号中共中央联络处旧址。
2021年，永安里完成历史保护建筑修缮11.85万平方米。2022年2月，永安里啟動最大规模的修缮。2023年7月，永安里完成大修。